# Wilhelm Eisele
Wilhelm Eisele (16 de Março de 1907 - ) foi um comandante de U-Boot que serviu na Kriegsmarine durante a Segunda Guerra Mundial.